# Arielulus
Arielulus és un gènere de ratpenats que viuen a l'Índia, la Xina, Taiwan i el sud-est asiàtic. Inicialment, fou descrit com a subgènere de Pipistrellus per Hill i Harrison. Més endavant, Heller i Volleth el transferiren al gènere Eptesicus i, finalment, Csorba i Lee el reconegueren com a gènere propi el 1999.

## Taxonomia
El gènere conté cinc espècies vivents.
- A. aureocollaris
- A. circumdatus
- A. cuprosus
- A. societatis
- A. torquatus